# Медведь (фильм, 1938)

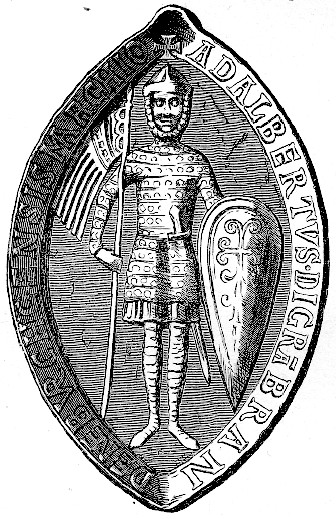
Кадр из фильма

«Медведь» — советский короткометражный художественный фильм-водевиль по одноимённой пьесе А. П. Чехова. Дипломная работа режиссёра Исидора Анненского   в Киноакадемии при ГИКе  (курс Сергея Эйзенштейна). Считается одним из самых успешных режиссёрских дебютов в истории советского кинематографа. На экранах с 11 июля 1938 года.

## Сюжет
К помещице Поповой, тяжело скорбящей о смерти супруга, неожиданно приезжает хозяин соседнего поместья — отставной поручик артиллерии Григорий Смирнов, который отчаянно нуждается в деньгах и требует немедленно вернуть долг покойного мужа Елены Ивановны, категорически не желая покинуть её дом, а получив отказ — затевает ссору и вызывает вдову на дуэль. Тем не менее, у этой истории оказывается неожиданно счастливый конец…

## В ролях
| Актёр              | Роль                                                  |
| ------------------ | ----------------------------------------------------- |
| Ольга Андровская   | Елена Ивановна Попова, «вдовушка с ямочками на щеках» |
| Михаил Жаров       | Григорий Степанович Смирнов, «нестарый помещик»       |
| Иван Пельтцер      | Лука, лакей у Поповой                                 |
| Константин Сорокин | Слуга (нет в титрах)                                  |
| Мария Шленская     | Прислуга Смирнова (нет в титрах)                      |

## Съёмочная группа
Дипломная работа режиссёра в Киноакадемии при ГИКе (курс Сергея Эйзенштейна)
| Автор сценария           | Исидор Анненский    |
| Режиссёр                 | Исидор Анненский    |
| Оператор-постановщик     | Евгений Шапиро      |
| Художник-постановщик     | Людмила Путиевская  |
| Композитор               | Валерий Желобинский |
| Звукооператор            | К. Познышев         |
| Ассистент режиссёра      | М. Короткевич       |
| Ассистент по монтажу     | М. Бодренникова     |
| Ассистент оператора      | В. Валдайцев        |
| Ассистент звукооператора | К. Качурин          |
| Директор                 | Григорий Кобиливкер |

## Технические данные
- Чёрно-белый, звуковой (mono)

## История создания
По словам Исидора Анненского, против экранизации «Медведя» выступали как кинематографисты, так и театральные деятели. Первым действие в одной комнате казалось слишком театральным и нединамичным, вторые считали пьесу чересчур «заигранной». Однако режиссёр настоял на своём.
Сценарий он писал под конкретных актёров. С Михаилом Жаровым он когда-то работал в Бакинском театре. По воспоминаниям Жарова, на тот момент он плохо знал Анненского, и когда ему позвонили из Комитета по делам кинематографии с просьбой взять шефство над студентом киноакадемии и сняться в его дипломной картине, он отказался. Только когда Анненский лично приехал к актёру домой и прочёл ему готовый сценарий, Жаров «загорелся» ролью. К актрисе МХАТа Ольге Андровской режиссёр, по собственным словам, давно присматривался, хотя ранее в кино она не играла, а за два месяца до съёмок у неё, как и у героини «Медведя», умер муж Николай Баталов. Анненский специально приезжал в МХАТ из Ленинграда уговаривать её.
Чтобы как-то очертить характер женоненавистника Смирнова, он придумал ему занятие: стрельбу по фарфоровым статуэткам, изображающим модниц и пастушек. Заодно зритель должен был поволноваться за вдову Попову, решившуюся с ним на дуэль. Для увеличения хронометража Анненский ввёл роль слуги (исполнил Константин Сорокин) и эпизод с обедом, который Смирнов перехватывает у него.
При съёмках режиссёр использовал непривычные для кино тех времён длинные панорамы. Ради большего динамизма герои перемещались между разными комнатами, а дуэль перенесли в зимний сад. Анненский также отказался от традиционного монтажа. По его словам, «раксрепощение камеры, свободно следовавшей за движением актёров, вызывали возражения даже у моих ближайших сотрудников по работе». С помощью монтажной техники параллельного действия он попытался усилить тревогу за исход поединка и сделать финал ещё более неожиданным.
По ходу действия Андровская исполняет романс «Ночь» Антона Рубинштейна на стихи Александра Пушкина. Как писал Анненский, он просто решил, что эта песня будет уместна в фильме, а на первом просмотре Ольга Книппер-Чехова, удивившись, сообщила ему, что это был любимый романс её мужа.

## Отзывы
Н. Колин в своей рецензии отмечал, что Ольга Андровская и Михаил Жаров «создают замечательные образы чеховских героев с глубоким интуитивным чувствованием Чехова, стиля и духа эпохи, которым вообще отличается эта картина в целом».
По мнению Людмилы Погожевой, «Медведь» был наиболее интересной экранизацией Чехова довоенного периода, «талантливо и темпераментно разыгранной шуткой, в которой режиссёр сумел сохранить своеобразие чеховских интонаций». Однако она посчитала, что Анненский недостаточно использовал возможности кинематографа и фильм вышел излишне театральным, «сохранившим всю условность сценического произведения».
В своих мемуарах режиссёр писал, что первыми, кто увидел готовый фильм, были Ольга Книппер-Чехова и Мария Чехова. По его словам, всю картину они смеялись до слёз, и позднее, выступая на радио, вдова писателя отмечала, что старый водевиль «вновь зазвучал на экране свежо и убедительно».